# Pålsjö slott

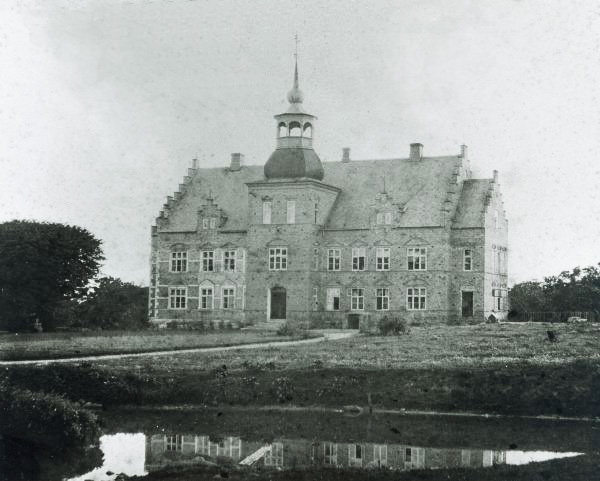
Pålsjö slott i utförandet med kupolförsett torn 1869–1873.

Pålsjö slott är ett slott beläget vid Pålsjö skog i Helsingborgs socken i Helsingborgs kommun.

## Historia
Namnet Pålsjö förekommer för första gången i en handling från 1491, då under benämningen Pawelskiøb. Den nuvarande byggnaden uppfördes 1676-1679, men har anor från medeltiden. Den förste kände ägaren var Sten Torbensen Bille, som dog 1520. Gården var under 1600-talet ett frälsehemman till Vegeholms slott, men under andra hälften av 1600-talet friköptes egendomen från godset. Under den danska tiden gick godset under namnet Paafuels Kiöf, men på 1660-talet försvenskades detta till Påvelsköp. Senare benämns godset Pålsjö gård alternativt Stora Pålsjö. Gården förstördes under det skånska kriget 1676–1679, men återuppfördes kort därefter av Helsingborgs borgmästare, Magnus Paulin, vilket utgör stommen till det nuvarande slottet. Under slaget vid Helsingborg hade Magnus Stenbock sitt högkvarter i slottet. 
Slottsparken i fransk stil anlades på 1760-talet och beskrevs utförligt i ett dokument 1771. Parken delades enligt dokumentet in i 14 kvarter omgivna av olika fruktbärande häckar, formklippta häckar och rosor. Inuti kvarteren fanns ett mångfald av blommor. I parken kunde man även finna hela 377 fruktträd, importerade från Spanien och Holland och därtill fanns äkta nöthäck, vindruvor, jordgubbar, sparris och kryddväxter. Avenbokallén som sträcker sig från slottet i riktning mot Öresund och landborgsbranten planterades 1763. Trädgården anlades troligen av dåvarande ägaren Michael Andreas Cöster, som också grundade Pålsjö fajansfabrik invid egendomen 1765. Cöster hade 1759 fått gården i gåva av sin mor, Öllegård Maria Broomé. Fajansfabriken lades dock ner redan 1774 efter att Cöster råkat i ekonomiska problem.
Vid en ombyggnad 1869 av den danske arkitekten Christian Abraham gjordes det gamla valmade taket om till sadeltak med trappstegsgavlar och tornet försågs med en kupol i nyrenässans. Bara något senare, 1873, byggdes dock tornet om och försågs även det med trappstegsgavel. Slottet ägdes länge av släkten Follin, men har även ägts av släkter som Paulin, Gyllenskiepp, Pihl och ovannämnda Cöster. År 1910 började byggnaden kallas Pålsjö slott, vilket man gjorde fram till 1923, då den återigen benämndes Stora Pålsjö. Slottet med tillhörande park köptes 1957 av Helsingborgs stad, varvid man åter döpte byggnaden till Pålsjö slott. Staden hade redan 1908 köpt själva egendomen Pålsjö, där även Pålsjöbaden hade ingått. Under ännu en ombyggnad 1980 putsades tegelfasaderna över med en rosa puts samtidigt som modernare treglasfönster sattes in. Kommunen sålde 2006 slottet till en konstellation av företag som sedan tidigare hyrde lokaler i slottet.

## Bildgalleri

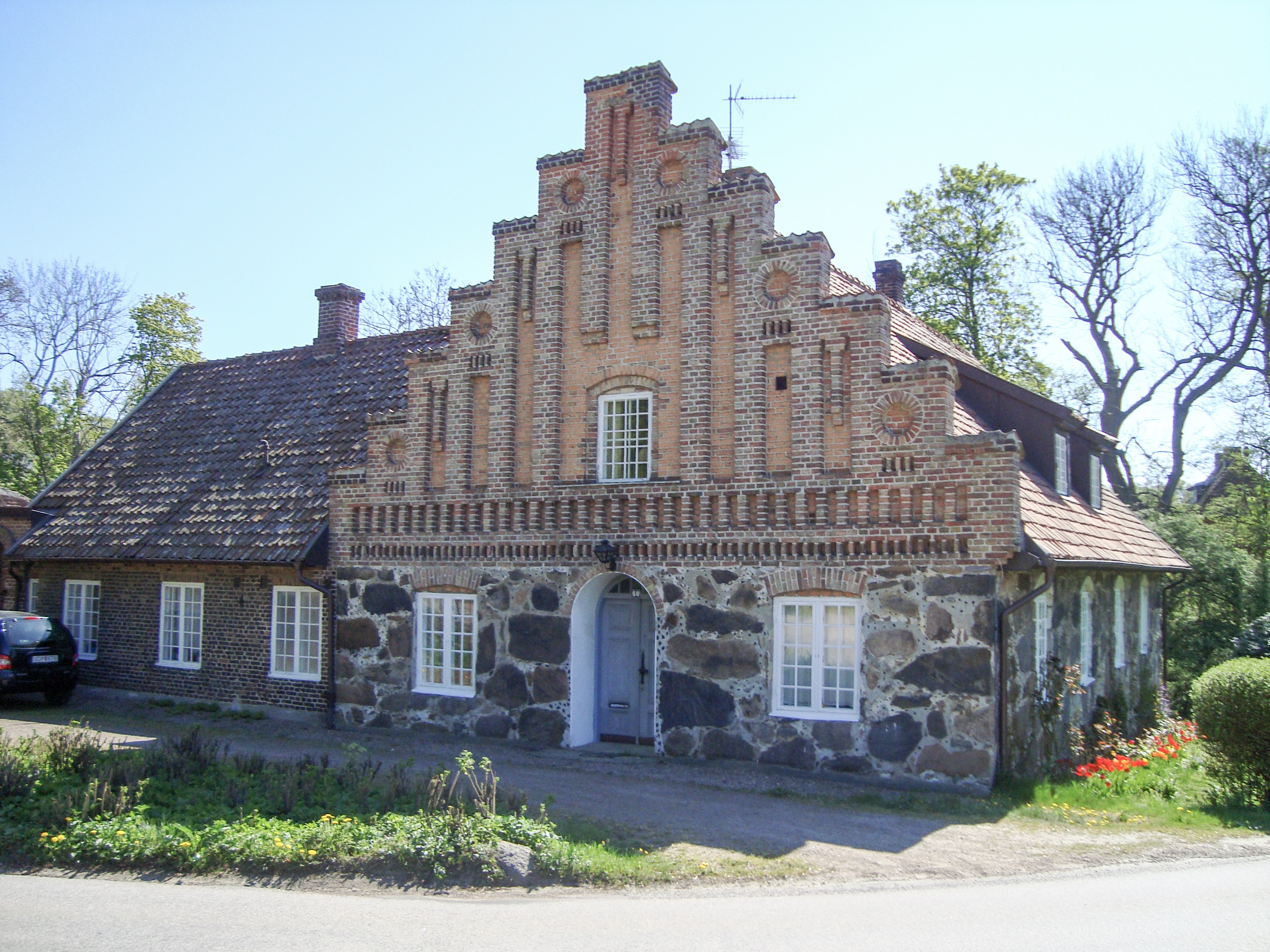
Lilla Pålsjö.
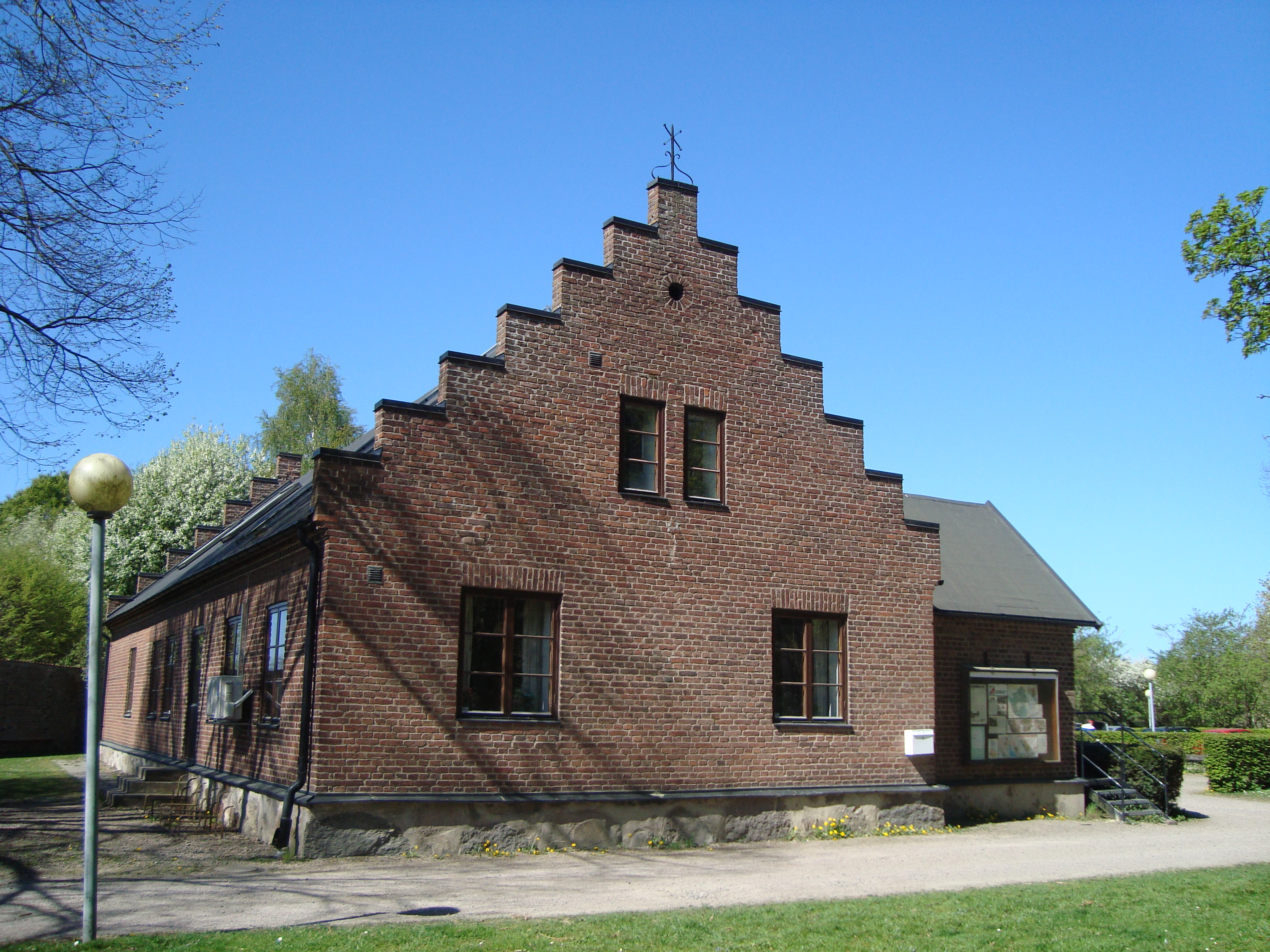
Ekonomibyggnad.